# Caloscypha
Caloscypha är ett släkte av svampar. Caloscypha ingår i familjen Caloscyphaceae, ordningen skålsvampar, klassen Pezizomycetes, divisionen sporsäcksvampar och riket svampar.
| Caloscypha | \| \| Caloscypha fulgens \| \| \| \| |
|            | \| \| Caloscypha fulgens \| \| \| \| |
|            | Caloscypha fulgens                   |
|            |                                      |

|  | Caloscypha fulgens |
|  |                    |